# 油麻镇 (永兴县)
油麻乡，是中华人民共和国湖南省郴州市永兴县下辖的一个乡镇级行政单位。

## 行政区划
油麻乡下辖以下地区：
土桥村、柏树村、油麻村、易家村、平乐村、高城村、公平村和五陵村。